# Suda (isola)
La Suda (in greco: Σούδα) è una piccola isola della Grecia appartenente alla regione di Creta e situata nel golfo di Suda, di fronte alla città omonima.

## Storia
Nel 1573 i veneziani decisero di costruire una fortificazione sull'isola di Suda per proteggere la rada omonima dalle scorrerie dei pirati e dei turchi.
L'architetto e supervisore dei lavori fu Latino Orsini. I lavori procedettero molto velocemente e nel giro di un anno furono posti i primi cannoni. Negli anni successivi, fino all'invasione turca del 1645, si procedette alla conservazione e ad altri lavori complementari per il miglioramento della fortificazione.
A questo periodo risale la costruzione, nel 1585, del tempio centrale, che è ben conservato fino ad oggi. Il tempio ospitò sacerdoti dell'ordine di Sant'Agostino, poiché sull'isolotto preesisteva un monastero agostiniano.

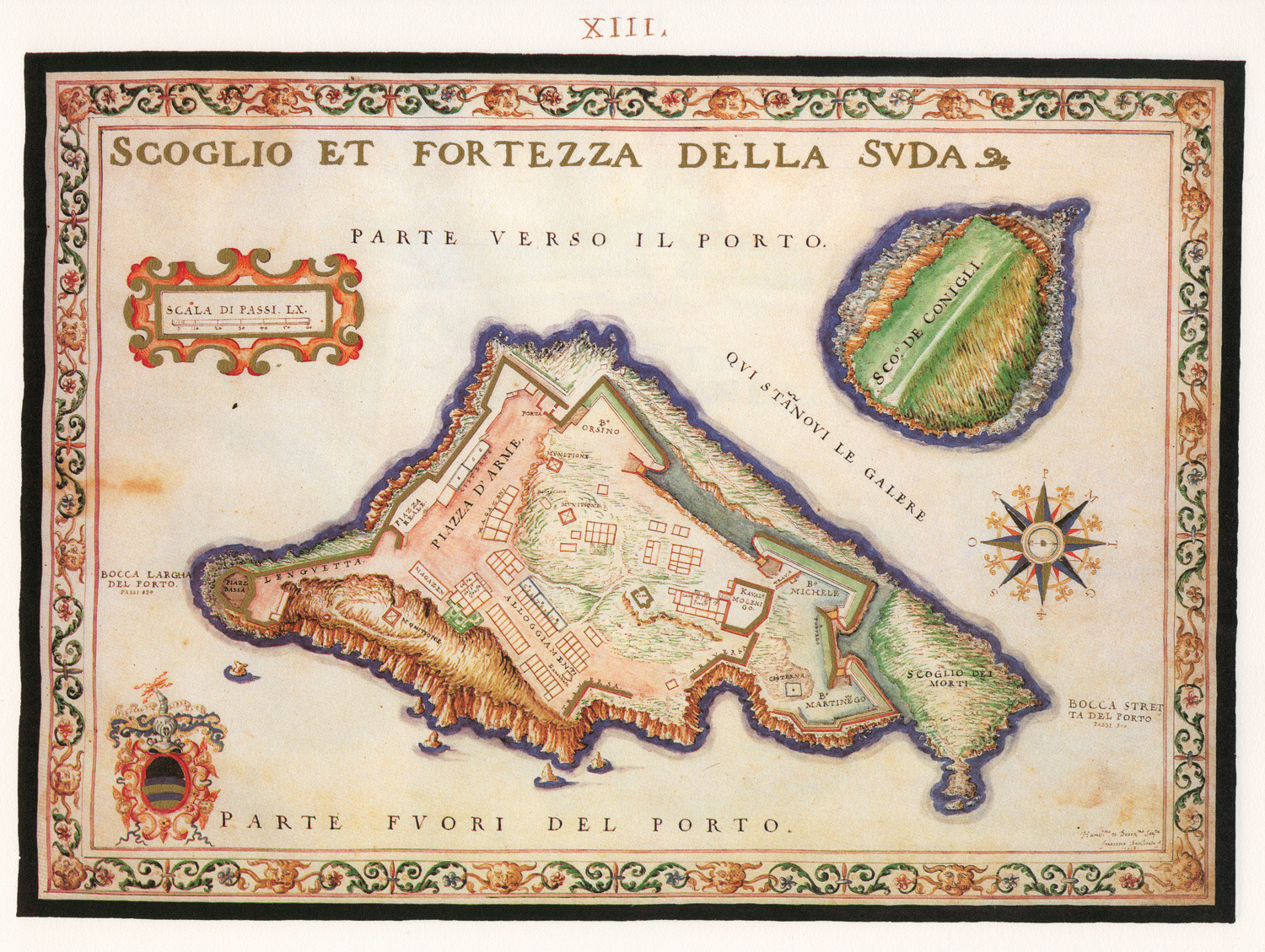
Planimetria della fortezza nel 1618

All'interno della fortezza, costruita secondo i dettami della fortificazione alla moderna, oltre alle aree di uso militare, erano presenti anche aree di interesse pubblico, numerose chiese, un ospedale, un carcere e cisterne d'acqua sotterranee.
Dopo l'occupazione della città della Canea (l'odierna Chania) da parte turca nel 1646, anche la fortezza di Suda fu attaccata ma non venne conquistata.
A seguito della conquista turca di Candia (oggi Heraklion) nel 1669 l'intera isola di Creta si trovò sotto il dominio ottomano. A seguito del trattato di pace stipulato tra Venezia e l'Impero ottomano la fortezza di Suda, insieme a quelle di Grabusa e Spinalonga, rimase sotto il controllo della Serenissima.
La fortezza rimase in possesso veneziano fino al 27 settembre 1715, quando fu conquistata dai turchi dopo un lungo assedio durato 72 giorni.
Durante il periodo dell'occupazione turca sull'isolotto non furono apportate grandi modifiche o aggiunte alla fortezza, tranne la trasformazione del tempio centrale in una moschea, dedicata al sultano Gazi Ahmet Han. I turchi abbandonarono la fortezza nel 1898 quando lasciarono Creta.
Il 1º febbraio 1913 sulla fortezza di Suda fu issata per la prima volta quella che sarebbe diventata la moderna bandiera greca.